# Norra Håslöv
Norra Håslöv is een plaats (småort) in de gemeente Vellinge in het landschap Skåne en de provincie Skåne län in Zweden. De plaats heeft 66 inwoners (2010) en een oppervlakte van 18 hectare.
Höllviken · Skanör med Falsterbo · Vellinge · Ljunghusen · Hököpinge · Västra Ingelstad · Rängs sand · Gessie villastad · Östra Grevie · Arrie · Vellinge Väster ·  Södra Åkarp · Hököpinge kyrkby · Möllevången · Räng (west) · Mellan-Grevie · Norra Håslöv · Gessie · Räng · Kronan · Västra Grevie